# Robert Wilson (författare)
Robert Wilson, född 1957, är en brittisk författare av kriminallitteratur som för närvarande är bosatt i Portugal. 
Wilson har studerat engelska vid Oxford. Hans far var stridspilot. Han har skrivit Bruce Medway-serien, som utspelar sig i Västafrika, och Javier Falcón-serien, som till stora delar utspelar sig i Sevilla. Han har även skrivit spionromanerna I främlingars sällskap (eng. The Company of Strangers) och En liten död i Lissabon (A Small Death In Lisbon). Han erhöll The Gold Dagger 1999. Han var nominerad till samma pris även år 2003 för The Blind Man of Seville, den första boken i Javier Falcón-serien. Den andra romanen i serien, The Silent and the Damned (The Vanished Hands i USA), vann Gumshoe Award för bästa europeiska kriminalroman 2006.
Javier Falcón-serien har filmatiserats med den nyzeeländske skådespelaren Marton Csokas i huvudrollen.

### Utgivet på svenska
- I främlingars sällskap 2002
- En liten död i Lissabon 2004

## Priser och utmärkelser
- The Gold Dagger 1999 för A Small Death In Lisbon